# شاشالاكا مكسيكي
شاشالاكا مكسيكي (الاسم العلمي:Ortalis poliocephala) هو نوع من الطيور يتبع جنس الشاشالاكا من فصيلة القرازية.